# Museu Nacional de Mauritània
El Museu nacional de Mauritània (àrab: المتحف الوطني الموريتاني, al-Matḥaf al-waṭanī al-mūrītānī) és un museu nacional a Nouakchott, la capital del país africà de Mauritània. El museu compta amb notables col·leccions arqueològiques i etnogràfiques.

## Edifici
El Museu Nacional de Mauritània es troba en un edifici de dues plantes construït en 1972 pels xinesos. L'edifici alberga també l'Institut Maurità de Recerca Científica, el Centre de Conservació de Manuscrits Mauritans i la Biblioteca Nacional de Mauritània. El museu consta de dues sales d'exposicions permanents i una sala d'exposicions temporals.

## Col·leccions
- Les col·leccions arqueològiques de la planta baixa mostren artefactes mosterians, aterians i neolítics, així com fons procedents d'excavacions realitzades en diverses ciutats històriques mauritanes com Koumbi Saleh, Awdaghost, Tichit, Ouadane i Azougui.
- Les col·leccions etnogràfiques de la primera planta contenen objectes pertanyents a diferents cultures de la societat mauritana.[2]

## Galeria

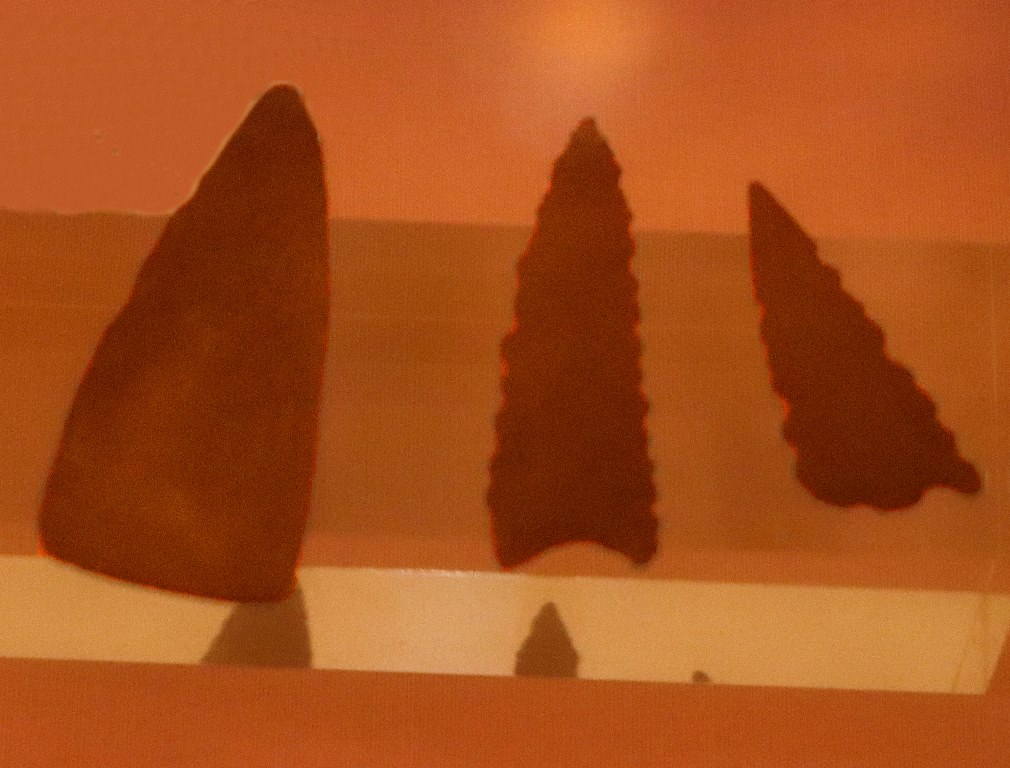
Eines polides de pissarra de la cultura neolítica Tichitt
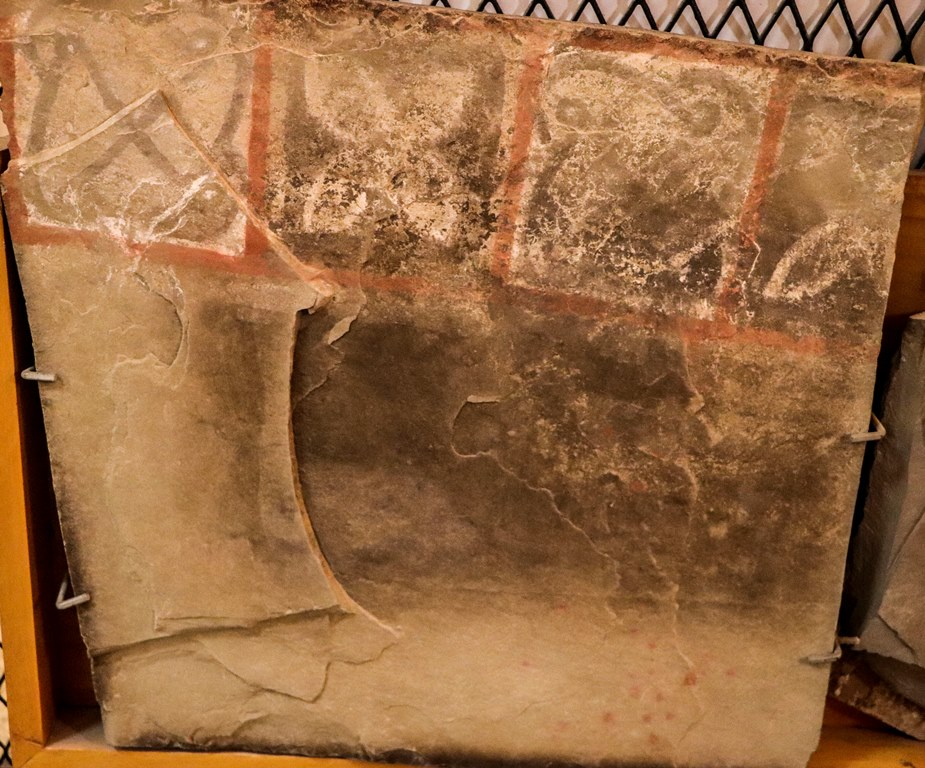
Placa epigràfica d'esquist de Koumbi Saleh
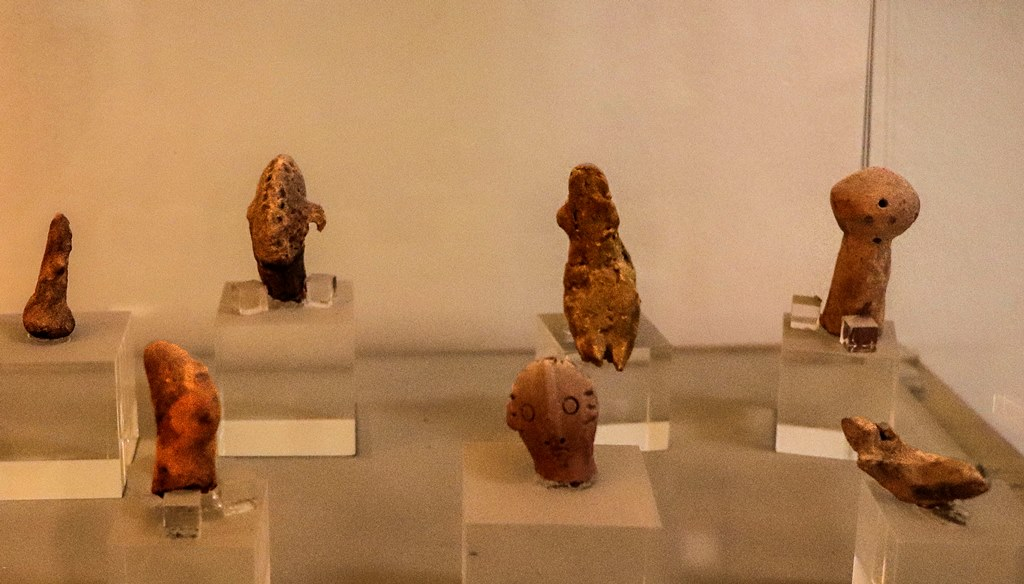
Petites estàtues de tova
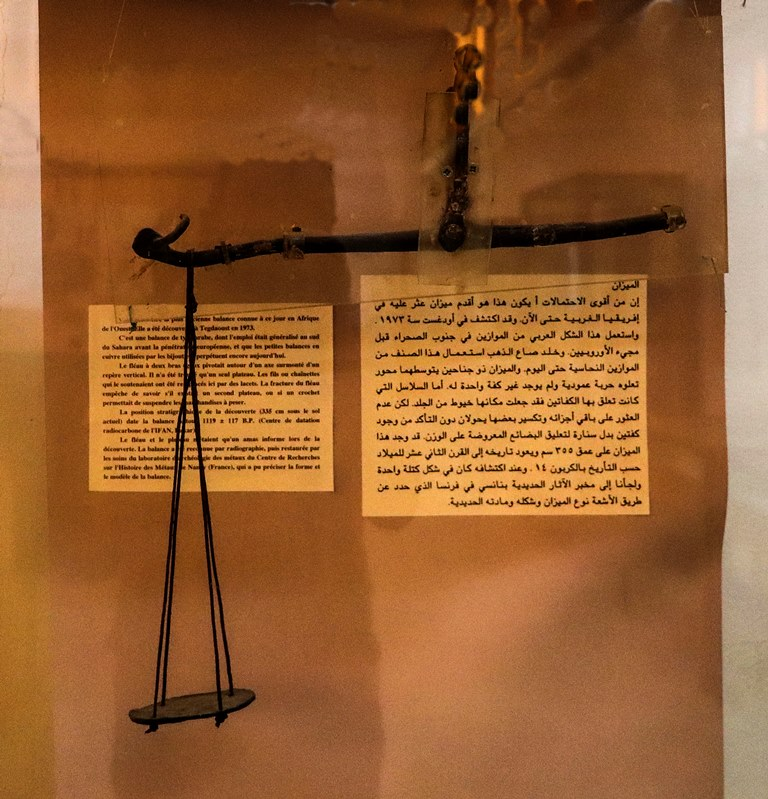
Balança àrab del Sahel, segle X